# Boson W và Z
Boson W và Z cùng được gọi là boson yếu hoặc nói chung là các boson vector trung gian. Những hạt cơ bản này làm trung gian cho tương tác yếu; các ký hiệu tương ứng là W+
, W⁻
 và Z⁰
. Các boson W±
  có điện tích dương hoặc âm bằng 1 điện tích cơ bản và là phản hạt của nhau. Các boson Z⁰
 là trung hòa về điện và là phản hạt của chính nó. Ba hạt có spin bằng 1. Các boson W±
  có một mômen từ, nhưng Z⁰
 không có. Cả ba hạt này đều tồn tại rất ngắn, với chu kỳ bán rã khoảng 3 x 10-25 s. Khám phá thực nghiệm của chúng có ý nghĩa then chốt trong việc thiết lập cái mà ngày nay được gọi là Mô hình chuẩn của vật lý hạt.
Các boson W được đặt tên theo lực yếu (weak force). Nhà vật lý Steven Weinberg đặt tên cho hạt bổ sung là "hạt Z”, và sau đó đưa ra lời giải thích rằng đó là hạt bổ sung cuối cùng mà mô hình cần. Các boson W đã được đặt tên, và boson Z được đặt tên vì có điện tích zero.
Cả hai boson W là chất trung gian đã được xác minh của sự hấp thụ và phát xạ neutrino. Trong quá trình này, điện tích của boson W±
 gây ra sự phát xạ hoặc hấp thụ electron hoặc positron, do đó gây ra sự biến đổi hạt nhân.
Boson Z làm trung gian chuyển động lượng, spin và năng lượng khi neutrino tán xạ đàn hồi từ vật chất (một quá trình bảo toàn điện tích). Hành vi như vậy gần như phổ biến như tương tác neutrino không đàn hồi và có thể được quan sát thấy trong các buồng bong bóng khi chiếu xạ với chùm neutrino. Các boson Z không tham gia vào quá trình hấp thụ hoặc phát xạ electron hoặc positron. Bất cứ khi nào một electron được quan sát là một hạt tự do mới, đột ngột chuyển động với động năng, nó được suy ra là kết quả của một neutrino tương tác trực tiếp với electron, vì hành vi này xảy ra thường xuyên hơn khi có mặt chùm neutrino. Trong quá trình này, neutrino chỉ đơn giản đập vào điện tử và sau đó phân tán ra khỏi nó, chuyển một số động lượng của neutrino cho điện tử. 